# Goldbach-Altenbach
Goldbach-Altenbach je občina v departmaju Haut-Rhin francoske regije Alzacija.
Leta 2012 je v občini živelo 280 oseb oz. 31 oseb/km².